# 佐伯由香里
佐伯 由香里（さはく ゆかり、1988年11月5日 - ）は、千葉県出身の女子陸上競技（長距離走・マラソン）元選手である。千葉県立佐原高等学校卒業後は、ユニバーサルエンターテインメントに所属していた。身長142cm、体重30.5kg。

## 経歴・人物
小柄な体格にもかかわらず、トップクラスでも精々5000mまでしか出場しない高校時代から10000mのレースに出場するなど、現役中は長距離走を得意としていた。
高校時代は全国的には無名だったが、実業団チームのアルゼ（2009年11月1日、ユニバーサルエンターテインメントにチーム名変更）・アスリートクラブで小出義雄の指導を受けてから頭角を現した。2008年8月、北海道マラソンで19歳にして初マラソンに挑戦し、同じ小出門下生の新谷仁美らを抑え、2時間31分50秒の記録でいきなり女子の部で初優勝を果たした。翌2009年3月、東京マラソンに出走しマラソン2連覇を目指したが、優勝した同アルゼ所属の那須川瑞穂に3分以上の差をつけられ、自己ベストをマークしたが2位に留まった。
2009年6月、世界選手権選考レースとなる日本選手権には10000mに出場し、自己ベストを大幅に更新（32分01秒80）、B標準記録（32分20秒00）を破ってマラソン代表の赤羽有紀子に次ぐ2位に入る。この結果、同期生の小林祐梨子（5000m 3位）と共に、初の世界選手権代表に内定した。
2009年8月、世界陸上ベルリン大会10000mに出場したが、最下位の20位に終わった。それでも先頭から2周回遅れにもかかわらず、最後の最後まで全力で走り続けて笑顔でゴールした姿は、スタジアム全体に大きな感動をもたらした。
その後は怪我の繰り返しにより、表舞台からは遠ざかっていた。2015年3月1日開催の三浦国際市民マラソン・10Kmの部で優勝を果たし、このレースを最後に現役引退を表明、同年3月限りでユニバーサルエンターテインメントを退社した。
その後は聖徳大学を卒業、ニッポンランナーズのスタッフに就任。

## 自己記録
- 3000m　9分19秒60（2007年9月、全日本実業団対抗陸上）
- 5000m　16分00秒21（2007年4月29日、 チャレンジミートゥーinくまがや）
- 10000m　32分01秒80（2009年6月25日、日本陸上競技選手権大会）
- ハーフマラソン　1時間09分36秒（2009年7月5日、札幌国際ハーフマラソン）
- マラソン　2時間28分55秒（2009年3月22日、東京マラソン2009）

## 主なレースデータ
| 年月       | 大会                              | 順位 | 記録          | 備考             |
| ---------- | --------------------------------- | ---- | ------------- | ---------------- |
| 2007年07月 | 札幌国際ハーフマラソン            | 18位 | 1時間13分18秒 |                  |
| 2008年03月 | 全日本実業団ハーフマラソン        | 19位 | 1時間14分06秒 |                  |
| 2008年04月 | 兵庫リレーカーニバル大会 (10000m) | 12位 | 32分37秒59    |                  |
| 2008年08月 | 北海道マラソン                    | 優勝 | 2時間31分50秒 | 初マラソン初優勝 |
| 2009年02月 | 香川丸亀ハーフマラソン            | 20位 | 1時間14分26秒 |                  |
| 2009年03月 | 東京マラソン                      | 2位  | 2時間28分55秒 | 自己最高記録     |
| 2009年06月 | 日本陸上選手権 (10000m)           | 2位  | 32分01秒80    | 自己最高記録     |
| 2009年07月 | 札幌国際ハーフマラソン            | 3位  | 1時間09分36秒 | 自己最高記録     |
| 2009年08月 | 世界陸上ベルリン大会 (10000m)     | 20位 | 33分41秒17    | 完走者で最下位   |
| 2009年08月 | 北海道マラソン                    | DNF  | 途中棄権      |                  |
| 2011年10月 | 大阪マラソン                      | 9位  | 2時間54分42秒 |                  |
| 2015年03月 | 三浦国際市民マラソン(10Km)        | 優勝 | 38分13秒      | 現役ラストラン   |

## エピソード
- ほっておけばいつまでも走っている程練習好きなため、小出義雄監督からは体重が30kgを切ると試合に出さないと忠告されている。
- あこがれの選手は高橋尚子。高橋のサイン入り著書である『風になった日』を宝物にしている。
- 世界陸上ベルリン大会10000m決勝では最下位に終わるが、最後まで精一杯走る姿に観客から大きな拍手が起こった。またレース後、大会公式マスコットのベルリーノに抱きかかえられたり、地元メディアからは笑顔でインタビューを受けたりする姿が競技場内の大型スクリーンに映し出された[3]。

## 参考資料
1. ↑  “＜三浦国際市民マラソン＞佐伯由香里、引退レース飾る初優勝”.  スポニチ. 2022年5月9日閲覧。
2. ↑  距離不足のため、非公認記録扱い
3. ↑  時事通信[リンク切れ]